# Journée européenne de la justice
La Journée européenne de la justice est journée internationale célébrée autour du 25 octobre de chaque année. Créée [Quand ?], elle a pour objectif de rendre la justice plus proche des citoyens, de les informer sur leurs droits et de promouvoir les travaux de la Commission européenne et du Conseil de l'Europe en matière de justice civile par le biais de simulations de procédures et de sessions d’information.
Elle est destinée aux citoyens européens, aux étudiants et aux professionnels de la Justice.
Le Conseil de l’Europe invite les représentants de la Commission européenne pour l'efficacité de la justice (CEPEJ) à lui communiquer leurs projets pour cette journée.
Le Secrétariat de la CEPEJ et les représentants de la Commission européenne participeront à l’événement phare organisé par le tribunal de grande instance de Toulouse, le 25 octobre 2011.
Des affiches dans toutes les langues des États membres du Conseil de l'Europe seront bientôt mises à disposition pour être téléchargées par les organisateurs des différents événements.